# Jamshid ben Abdallah
Jamshid ben Abdallah (arabe : جمشيد بن عبد الله), né le 16 septembre 1929 à Zanzibar et mort le 30 décembre 2024, est le dernier sultan de Zanzibar, petit archipel au large du Tanganyika. Il gouverne durant six mois, du 1er juillet 1963 au 12 janvier 1964. Il est le fils du sultan Abdallah ben Khalifa.
Zanzibar obtient son indépendance du Royaume-Uni le 10 décembre 1963 et une monarchie constitutionnelle est immédiatement proclamée avec Jamshid à sa tête. Renversé lors de la révolution de Zanzibar un mois plus tard, celui-ci s'enfuit pour le sultanat d'Oman puis s'installe au Royaume-Uni, où il vit en exil. En septembre 2020, il est autorisé à finir ses jours à Oman.
Il est marié et père de sept enfants.

## Biographie
Jamshid ben Abdallah gouverne Zanzibar du 1er juillet 1963 au 12 janvier 1964, succédant à son père, le sultan Abdallah ben Khalifa. Le 10 décembre 1963, Zanzibar obtient son indépendance du Royaume-Uni en tant que monarchie constitutionnelle. Cet état de fait est de courte durée : peu après la fin du protectorat britannique, la population africaine de l'île se révolte contre l'élite arabe et parvient à abolir la monarchie au profit d'une république.
Expulsé, le sultan Jamshid ben Abdallah se réfugie d'abord à Oman mais n'est pas autorisé à s'y installer définitivement. Il s'exile ensuite au Royaume-Uni, où il s'installe dans un grand hôtel de Londres. Cependant, il se retrouve vite désargenté, ce qui amène le gouvernement britannique à lui offrir 100 000 livres sterling pour ses services rendus sous le protectorat ainsi qu'une petite maison à Southsea, une station balnéaire dans la banlieue de Portsmouth, où il continue à vivre avec sa femme et ses sept enfants. En tant que chef de la famille royale zanzibaraise, le sultan est officiellement reconnu au Royaume-Uni en tant que Sir Jamshid ben Abdallah Al-Saïd.
Après plusieurs demandes auprès du gouvernement omanais depuis les années 1980, il doit attendre la mort de son cousin le sultan Qabus pour être finalement autorisé par le nouveau sultan Haïtham, en septembre 2020, à s'installer à Mascate, capitale du sultanat, berceau de la dynastie Al Saïd,.
Il meurt le 30 décembre 2024 et est enterré au cimetière royal de Mascate,.

## Mariage et descendance
Il est marié à Zuleika bint Abdullah Al Aufy avec laquelle il a eu sept enfants : 
- Sayyid Ali ben Jamshid (né en 1956)
- Sayyida Matuka bint Jamshid (née en 1957)
- Sayyid Khalifa ben Jamshid (né en 1960)
- Sayyid Abdullah ben Jamshid (né en 1962)
- Sayyid Wasfi ben Jamshid (né en 1972)
- Sayyida Adla bint Jamshid (née en 1973)
- Sayyid Gharib ben Jamshid (né en 1975)

## Titres et honneurs

### Titulature
- 16 septembre 1929 - 1er juillet 1963  : Son Altesse Sayed Jamshid ben Abdallah ;
- 1er juillet - 9 décembre 1963 : Son Altesse le sultan ;
- 9 décembre 1963 - 12 janvier 1964 : Sa Majesté le sultan ;
- 12 janvier 1964 - 30 décembre 2024 : Sa Majesté Jamshid ben Abdallah.

### Honneurs
- Souverain de l'ordre de l'Étoile brillante de Zanzibar et de l'ordre le plus illustre de l'Indépendance de Zanzibar[1].
- Chevalier de l'ordre de Saint-Michel et Saint-Georges (GCMG) - 29 décembre 1963[6].